# Find first set
Пошук першої одиниці  (англ. find first set, ffs або find first one) — бітова операція, яка визначає індекс (номер, позицію) найменш значущого біта в машинному слові (біта, який має значення одиниці). Майже еквівалентною операцією є підрахунок залишкових нулів (англ. count trailing zeros, ctz або number of trailing zeros, ntz), яка рахує кількість нульових бітів після найменш значущого (біта зі значенням один). 
Дуальною (парною) є операція, яка визначає індекс чи позицію найбільш значущого біта. Для цілих чисел вона фактично визначає цілу частину логарифма за основою 2 {\displaystyle \lfloor \log _{2}x\rfloor }. Ця операція тісно пов’язана з count leading zeros (clz) або number of leading zeros (nlz), що підраховує кількість нульових бітів, які передують найбільш значущому одиничному бітові. Ці чотири операції мають також інвертовані версії:
- пошук першого нуля (find first zero — ffz), яка повертає індекс найменш значущого нульового біта;
- підрахунок залишкових одиниць (count trailing ones, яка повертає кількість одиничних біт, які слідують після останнього значимого нульового біта.
- підрахунок початкових одиниць (count leading ones), яка підраховує кількість одиничних біт, що слідують перед найстаршим значимим нульовим бітом;
- Операція, що повертає індекс найбільш значущого нульового біта, що також є версією двійкового логарифма з округленням.

Існує два варіанти нумерації першого входження: нумерація починається або з одиниці, або з нуля. За визначенням POSIX нумерація бітів має починатися з 1, що позначено тут як "ffs", який починає нумерацію бітів з нуля, що еквівалентно "ctz" і буде називатися так само.

## Приклади
Маємо наступне 32-бітне слово:
00000000000000001000000000001000
Операція підрахунку залишкових нулів повернула б значення 3, а операція підрахунку початкових нулів поверне 16. Операція підрахунку початкових нулів залежить від довжини слова: якби це 32-бітне слово було скорочено до 16-біт, підрахунок початкових нулів би повернув значення нуль. Операція пошуку першого входження повернула б 4, що відповідало б четвертій позиції 4 з права. Логарифм за основою 2 дорівнює 15.

## Апаратна підтримка
Багато архітектур містять інструкції для швидкого пошуку першого значимого входження і/або відповідних операцій. Основною операцією є підрахунок початкових нулів (clz), здебільшого тому, що всі інші операції можна виконати за її допомогою.
| Платформа                                      | Скорочення           | Назва                                           | Розміри слів | Опис                  | Результат при нульовому вході                   |
| ---------------------------------------------- | -------------------- | ----------------------------------------------- | ------------ | --------------------- | ----------------------------------------------- |
| ARM (Архітектура ARMv5T і пізніші)             | clz                  | Підрахунок початкових нульових розрядів         | 32           | clz                   | 32                                              |
| ARM (Архітектура ARMv8-A)                      | clz                  | Підрахунок початкових нульових розрядів         | 32, 64       | clz                   | вхідний розмір                                  |
| AVR32                                          | clz                  | Підрахунок початкових нульових розрядів         | 32           | clz                   | 32                                              |
| DEC Alpha                                      | ctlz                 | Підрахунок початкових нульових розрядів         | 64           | clz                   | 64                                              |
| DEC Alpha                                      | cttz                 | Підрахунок залишкових нульових розрядів         | 64           | ctz                   | 64                                              |
| Intel 80386 і пізніші                          | bsf                  | Пряме сканування біт                            | 16, 32, 64   | ctz                   | Не визначено, встановлює нульовий прапорець     |
| Intel 80386 і пізніші                          | bsr                  | Зворотнє сканування біт                         | 16, 32, 64   | логарифм за основою 2 | Не визначено, встановлює нульовий прапорець     |
| x86 з підтримкою команд маніпуляції бітами ABM | lzcnt                | Підрахунок початкових нульових розрядів         | 16, 32, 64   | clz                   | вхідний розмір, задає прапорець CF (carry flag) |
| x86 з підтримкою BMI1                          | tzcnt                | Підрахунок залишкових нульових розрядів         | 16, 32, 64   | ctz                   | вхідний розмір, задає несучий прапорець         |
| Itanium                                        | clz                  | Підрахунок початкових нульових розрядів         | 64           | clz                   | 64                                              |
| MIPS                                           | clz                  | Підрахунок початкових нульових розрядів в слові | 32, 64       | clz                   | вхідний розмір                                  |
| MIPS                                           | clo                  | Підрахунок початкових одиниць в слові           | 32, 64       | clo                   | вхідний розмір                                  |
| Motorola 68020 і пізніші                       | bfffo                | Пошук першої одиниці в бітовому полі            | довільно     | логарифм за основою 2 | зміщення + ширина                               |
| PDP-10                                         | jffo                 | Перейти, якщо знайдено першу одиницю            | 36           | ctz                   | Не виконує перехід                              |
| POWER/PowerPC/Power Architecture               | cntlz/cntlzw/cntlzd  | Підрахунок початкових нульових розрядів         | 32, 64       | clz                   | вхідний розмір                                  |
| SPARC Oracle Architecture 2011 і пізніші       | lzcnt (synonym: lzd) | Підрахунок початкових нульових розрядів         | 64           | clz                   | 64                                              |